# Begraafplaats van Pont-de-Nieppe
De Begraafplaats van Pont-de-Nieppe is een gemeentelijke begraafplaats in de wijk Pont-de-Nieppe in de Franse gemeente Niepkerke (Noorderdepartement). Ze ligt aan het einde van de Avenue du Cimetière in het noordwesten van Pont-de-Nieppe. Centraal op de begraafplaats staat tegenover de ingang een calvariekruisbeeld. 
In de zuidoostelijke hoek liggen enkele perken met Britse en Franse gesneuvelde militairen. Het Franse militair perk telt 32 graven.

## Britse oorlogsgraven
Tijdens de Eerste Wereldoorlog kwam Pont-de-Nieppe half oktober 1914 in geallieerde handen en dit bleef zo het grootste deel van de oorlog. Britse gevechtseenheden en veldhospitalen begroeven op de begraafplaats hun gesneuvelden tot in het voorjaar van 1918, toen de plaats bij het Duitse lenteoffensief weer in Duitse handen viel. Ook zij begroeven er hun gesneuvelden. Na de herovering door de Britten werd de begraafplaats na de zomer van 1918 nog verder door hen gebruikt. Na de oorlog werden de Duitse graven overgebracht naar een afzonderlijke Duitse begraafplaats, naast de gemeentelijke begraafplaats.
De Britse gesneuvelden liggen in enkele militair perken die werden ontworpen door Arthur Hutton. Het Cross of Sacrifice staat in het grootste perk. Een paar Britse graven liggen tussen de civiele graven. Er worden 135 gesneuvelden (waaronder 11 niet geïdentificeerde) uit de Eerste Wereldoorlog herdacht. Onder hen zijn er 112 Britten en 12 Australiërs. 
Er liggen ook twee militairen uit de Tweede Wereldoorlog die eind mei 1940 sneuvelden. 
De graven worden onderhouden door de Commonwealth War Graves Commission en staan er geregistreerd onder Pont-de-Nieppe Communal Cemetery.

### Graven
- sergeant J.T. Fellows en korporaal William James Spinks werden onderscheiden met de Military Medal (MM).
- soldaat A.A. Schuetz diende onder het alias A.A. Williams bij de Australian Infantry, A.I.F..

## Duitse begraafplaats
Aan de westkant van de begraafplaats ligt aansluitend de Duitse militaire begraafplaats Deutscher Soldatenfriedhof Pont-de-Nieppe. Hier rusten 790 Duitse gesneuvelden uit de Eerste Wereldoorlog.